# (11539) 1992 PQ2
(11539) 1992 PQ2 là một tiểu hành tinh vành đai chính. Nó được phát hiện bởi Henry E. Holt ở Đài thiên văn Palomar ở Quận San Diego, California, ngày 2 tháng 8 năm 1992.